# PHARE
Programul PHARE este unul dintre cele trei instrumente de pre-aderare finanțat de către Uniunea Europeană pentru a asista țările candidate din Europa Centrală și de Est candidate la aderarea la Uniune.
Creat inițial în 1989 pentru a asista Polonia și Ungaria, programul PHARE acoperă la ora actuală zece țări. El asistă cele opt state membre noi: Republica Cehă, Estonia, Ungaria, Letonia, Lituania, Polonia, Slovacia și Slovenia, precum și Bulgaria și România într-o perioadă de restructurare economică și schimbare politică masivă.
Până în 2000 țările din Balcanii Vestici (Albania, fosta Republică Macedonă iugoslavă și Bosnia-Herzegovina) erau, de asemenea, beneficiare PHARE. Însă, din 2001 programul CARDS (Community Assistance for Reconstruction, Development and Stability in the Balkans) a început să ofere asistență financiară acestor țări.
În urma invitației făcute de Consiliul de la Copenhaga în 1993 țărilor din Europa Centrală și de Est să aplice pentru aderarea la comunitate, sprijinul PHARE a fost reorientat în acest sens, incluzând o expansiune pronunțată pentru sprijinul investiției în infrastructură. Focarul total de pre-dezvoltare al PHARE a fost realizat în 1997, ca răspuns privind lansarea procesului prezent de expansiune al Consiliului de la Luxemburg. Fondurile Phare se concentrează complet asupra pre-ascensiunii priorităților subliniate în Hărțile și Parteneriatele de Dezvoltare care formează prioritățile generale pe care țările trebuie să le suplinească pentru a pregăti creșterile și resursele disponibile pentru a le ajuta să facă astfel. Programul Național pentru Adoptarea Câștigului este orarul țării candidate pentru pregătirea aderării. El estimează sincronizarea și costurile pașilor necesari pentru pregătirea țării pentru aderare, implicările de personal și resursele financiare.
Obiective
1. Întărirea administrațiilor și instituțiilor publice pentru funcționarea eficientă întru Uniunea Europeană.
2. Promovarea convergenței cu legislația vastei legislații a Uniunii Europene (acquis communautaire) și reducerea nevoilor de perioade de tranziție.
3. Promovarea coeziunii economice și sociale.
Aceste orientări au fost îmbunătățite mai departe în 1999 odată cu crearea SAPARD și ISPA, care au preluat dezvoltarea rurală și a agriculturii (SAPARD) și proiectele de infrastructură în domeniile de mediu și transporturi (ISPA) permițând Phare să se concentreze asupra priorităților cheie care nu erau acoperite de aceste domenii.
Considerând că 8 din cele 10 țări care eligibile anterior pentru programul Phare au devenit state membre ale Uniunii Europene în mai 2004 (România și Bulgaria rămân țări candidate), schimbări substanțiale sunt făcute la scopul programului Phare. 2003 a fost anul final stabilit pentru țările nou aderate, dar contractarea de proiecte va continua până în 2005, iar plățile bazate pe aceste contracte pot continua până în 2006. Însă, luând în calcul reducerea treptată a delegărilor în noile state membre și înlocuirea lor de către reprezentanțe mai mici, din mai 2004 noii membri vor deține responsabilitate completă asupra administrării programului Phare printr-un proces extins de decentralizare.

## Programe PHARE
RICOP – Programul de restructurare a Întreprinderilor și Reconversie Profesională a fost programul PHARE prin care UE a oferit 100 milioane euro pentru a sprijini Guvernul României în atenuarea impactului social determinat de restructurarea, privatizarea sau închiderea întreprinderilor generatoare de pierderi.